# Błażowa
Błażowa là một thị trấn thuộc huyện Rzeszowski, tỉnh Podkarpackie ở đông-nam Ba Lan. Thị trấn có diện tích 4 km². Đến ngày 1 tháng 1 năm 2011, dân số của thị trấn là 2119 người và mật độ 501 người/km².